# باربینگ
باربینگ (به آلمانی: Barbing) یک شهر در آلمان است که در بایرن واقع شده‌است.

## خصوصیات
باربینگ ۳۰٫۵۱ کیلومترمربع مساحت دارد ۳۳۲ متر بالاتر از سطح دریا واقع شده‌است.